# Arthurella nudiseta
Arthurella nudiseta är en tvåvingeart som beskrevs av Albuquerque 1954. Arthurella nudiseta ingår i släktet Arthurella och familjen husflugor. Inga underarter finns listade i Catalogue of Life.